# Алессандро Готтифреди
Алесса́ндро Луи́джи Готтифре́ди (итал. Alessandro Luigi Gottifredi; 3 мая 1595, Рим — 12 марта 1652, Рим) — итальянский иезуит, верховный генерал Общества Иисуса (иезуиты) в 1652 году.

## Биография
Представитель аристократической римской семьи. Его крёстным отцом был Камилло Боргезе, будущий папа Павел V.
28 апреля 1610 года вступил в иезуитский орден. Получил высшее теологическое образование. Был знаком со святым Католической церкви Жаном Берхмансом.
Рукоположен в священники. Талантливый проповедник.
Был профессором логики, естественной философии (1627—1634), богословия (1642—1644) и метафизики в Collegium Romanum (Ныне Папский Григорианский университет. Позже назначен ректором Collegium Romanum, работал секретарём генерала Общества Иисуса Муцио Вителлески. Руководил католической провинцией Неаполя, впоследствии был римским провинциалом.
В 1645 году стал первым иезуитским ректором в ирландском колледже Сант-Исидоро в Риме, который недавно перешёл от ордена францисканцев к ордену иезуитов.
Х Генеральная Конгрегация иезуитов, 21 января 1652 года, избрала Готтифреди верховным генералом ордена иезуитов, которым он руководил менее двух месяцев.
Умер 12 марта того же года. Срок нахождения на посту генерала Общества Иисуса Готтифреди был самым коротким в истории иезуитов (51 день).